# Коло-Коло
«Ко́ло-Ко́ло» (исп. Club Social y Deportivo Colo-Colo) — чилийский футбольный клуб из столицы страны Сантьяго. «Коло-Коло» — самый титулованный чилийский клуб как на внутренней, так и на международной арене. Это единственный чилийский победитель Кубка Либертадорес и первый клуб из этой страны, который добился победы в международном турнире под эгидой КОНМЕБОЛ (вторым в 2011 году стал «Универсидад де Чили», выигравший Южноамериканский кубок).
Своё название клуб получил в честь вождя индейцев мапуче Колоколо (1490—1555), поднявшего свой народ на борьбу с испанскими завоевателями. Его профиль изображён на эмблеме клуба.
«Коло-Коло» является самым популярным чилийским клубом. Противостояние со второй по популярности командой страны, «Универсидад де Чили», является Суперкласико чилийского футбола. С ещё одним историческим грандом чилийского футбола, «Универсидад Католика», соперничество носит название Класико Альбо-Крусадо. Кроме того, большой интерес в Чили вызывают матчи «Коло-Коло» с «Кобрелоа» из Каламы, ворвавшегося в элиту чилийского футбола в конце 1980-х годов, а также со столичным клубом «Магальянес», выходцы из которого образовали «Коло-Коло».

## История

### 1920—1930

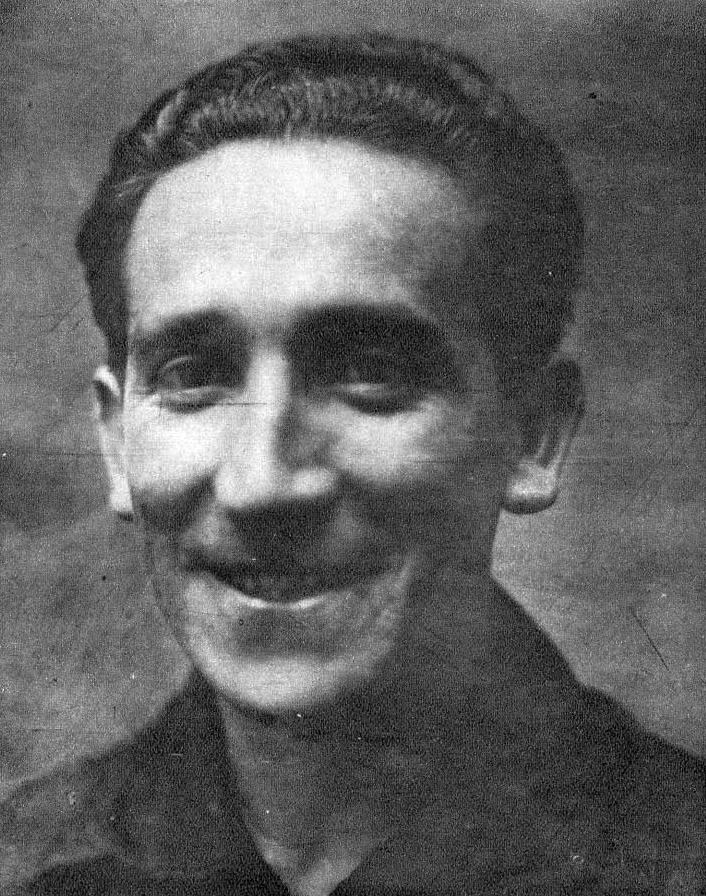
Давид Арельяно, один из основателей «Коло-Коло».

В первые месяцы 1925 года футбольный клуб «Депортиво Магальянес» переживал серьёзный кризис из-за сложных отношений между руководством клуба и рядом игроков. Молодые футболисты команды, возглавляемые Давидом Арельяно и его братом Франсиско, требовали от клуба регулярной выплаты игрокам заслуженной зарплаты. Давид также просил обновления основного состава, так как многие игроки в команде считались руководством незаменимыми. На общем собрании 4 апреля 1925 года игроки подняли бунт и решили покинуть «Магальянес», но их восстание было быстро пресечено главой и ветеранами клуба. Хотя совет изначально собирался для того, чтобы избрать нового капитана, остальные игроки сделали всё возможное, чтобы капитанскую повязку не получил Давид Арельяно. Поначалу одноклубники были враждебно настроены против организатора восстания и предводителя бунтовщиков Арельяно, но после решение об отставке коснулось и его ближайших соратников.
Изгнанные из клуба игроки решили встретиться в баре «Quitapenas» на улице Эль Пантеон, в доме 1125. Сначала игроки собирались присоединиться к другому клубу, но вскоре приняли совместное решение образовать собственный футбольный клуб со своими законами. После недели переговоров, проходивших в доме семьи Арельяно, клуб был официально зарегистрирован 19 апреля 1925 года. После того, как на обсуждение было вынесено несколько названий для новой команды, например «Индепендьенте» (Независимые), «О′Хиггинс» (в честь национального героя Чили Бернардо О’Хиггинса, руководителя борьбы за независимость испанских колоний в Южной Америке), «Артуро Прат», Луис Контрерас предложил название «Коло-Коло», известное любому чилийцу. Колоколо — так звали вождя индейцев мапуче (1490—1555), поднявшего свой народ на борьбу с испанскими завоевателями. Именно его профиль изображён на современной эмблеме клуба. Так появилось название Club Social y Deportivo Colo-Colo.

#### Ранние годы и трагедия в Вальядолиде

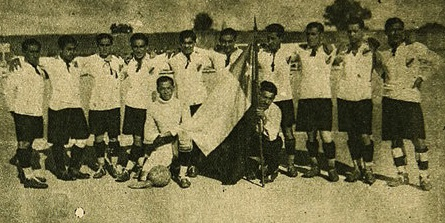
«Коло-Коло» в день трагического товарищеского матча в Вальядолиде.

После основания «Коло-Коло» стала участником первого дивизиона местной футбольной лиги. Первый матч в своей истории «Коло-Коло» провёл 31 мая 1925 года, который завершился победой 6:0. В том же сезоне они выиграли своё первое «классико» против «Магальянес» 2:0, и в конце чемпионата «Коло-Коло» стал непобеждённым чемпионом и получил гордое прозвище «непобедимый». В конце года команда даже совершила небольшой тур по югу страны, где сыграла несколько матчей с местными клубами. Команда упустила свой непревзойденный рекорд 3 января 1926 года, проиграв клубу «Унион» 3:2. Бытует мнение, что «Коло-Коло» удерживали свой рекорд вплоть до 30 мая и поражения от «Сантьяго Уондерерс». Возможно, связано это с телеграммами, отправленными от «Коло-Коло» противнику, в которых нелепый проигрыш объяснялся отвратительными погодными условиями — якобы гостям помешал играть нормально сильный ветер. В том же году «Коло-Коло» сыграл свой первый международный матч против уругвайского «Пеньяроля», проиграв 5:1.
28 марта 1927 года «Коло-Коло» стал первым чилийским клубом, который посетил Европу, а именно Португалию и Испанию. «Непобедимые» сыграли свой первый матч в Ла-Корунье 3 апреля против «Эйриньи» из Понтеведры. 2 мая 1927 года произошло событие, которое оказало огромное влияние на дальнейшее развитие клуба и стало чёрной полосой в его истории. На 35-й минуте товарищеского матча против «Реал Унион» из Вальядолида, капитан и основатель клуба Давид Арельяно получил от противника сильнейший удар ногой в живот. Арельяно отвезли в местую больницу, где ему поставили диагноз — перитонит. На следующий день Давид умер. Ему было всего 24 года. После гибели футболиста игроками было принято решение поместить чёрную полосу на эмблему «Коло-Коло». Стадион «Коло-Коло» в честь игрока был назван «Монументаль Давид Арельяно». Несмотря на огромную потерю, клуб нашёл в себе силы продолжать выступления. В 1926 году в Чили, после слияния двух главных организаций — Федерации футбола Чили и Ассоциации Профессионального Футбола Чили, «Коло-Коло» начал выступления в Центральной футбольной лиге, став чемпионом первого дивизиона в 1928, 1929 и 1930 годах.

### 1930—1940

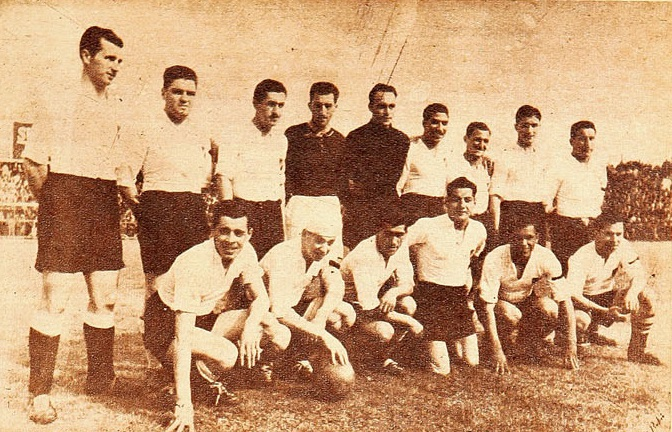
Команда, впервые выигравшая титул чемпионов Чили в 1937 году.

8 декабря 1932 года клуб играл в финальном матче чемпионата против чилийского «Аудакс Итальяно». Но случилось непредвиденное обстоятельство, из-за которого матч был немедленно остановлен. Трибуны стадиона гостей не выдержали зрителей и рухнули. «Коло-Коло» к этому моменту уже вёл 2:1. Матч был отменен, и чемпионский титул в течение того года оставался свободным. 130 человек получили ранения, трое погибли. В период 1931—1932, «Коло-Коло» пострадал от финансового кризиса. Инвесторы решили вложить большие суммы денег на приобретение новых игроков, но клуб не оправдал их надежд и хорошего результата не показал, что привело к снижению заработной платы игрокам основного состава.
27 мая 1933 года клубы «Коло-Коло», «Аудакс Итальяно», «Депортиво Магальянес», «Унион Эспаньола» и сообщества «Green Cross» и «Morning Star» объявили о создании новой профессиональной футбольной лиги, которая с 1934 года стала называться Футбольной Ассоциацией Сантьяго. Апертуру «Коло-Коло» выиграл, одолев в финале «Унион Эспаньола» со счётом 2:1, но в по-прежнему существующем официальном чемпионате Чили с тем же счетом уступил в классическом противостоянии «Магальянес».
В 1937 году клуб выиграл свой первый национальный титул и снова остался непобеждённым. «Коло-Коло» завершил чемпионат на первой строчке с отрывом в 5 очков от своего ближайшего преследователя, всё того же «Магальянес». Клуб стал чемпионом во второй раз в 1939 году во многом благодаря лучшему бомбардиру Альфонсо Домингесу, нападающий сумел забить 32 гола в 24 играх. Команду в то время тренировал венгерский специалист Франц Платко.

### 1940—1950

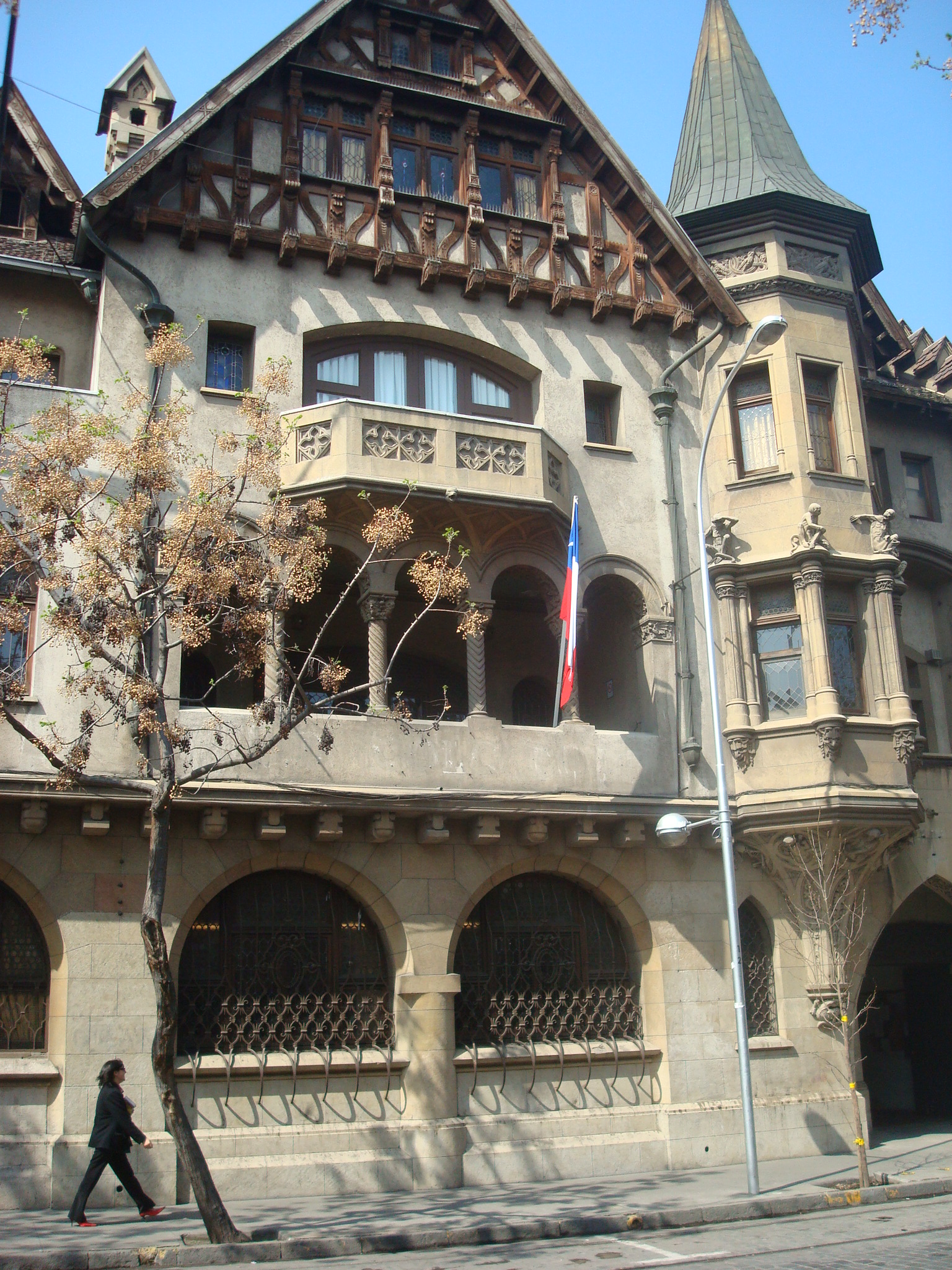
Памятник архитектуры, дом по улице Сьенфуэгос 41, с 1953 по 2004 год был штаб-квартирой «Коло-Коло». Сейчас здесь расположен Юридический факультет Университета Альберто Уртадо.

Период с 1940 по 1950 год начался с довольно неплохих выступлений клуба в Апертуре. В финальном матче «Коло-Коло» победил «Универсидад де Чили» со счетом 3:2. Тем не менее, в национальном чемпионате «индейцы» выступили неважно, заняв лишь четвёртое место. В 1941 году атакующая линия «Коло-Коло» состояла из Энрике Сорреля, Сесара Соккараса, Альфонсо Домингеса, Нортона Контрераса и Томаса Рохаса. «Вожди» в третий раз завоевали первенство, во второй раз закончив чемпионат без поражений. Интересно, что клуб ещё и отличался внушительной результативностью, забивая в среднем 3,5 гола за игру. Тренер Франц Платко произвёл революцию в чилийском футболе, привив команде игру по схеме 3-2-5, более известной как «WM» из-за своеобразного расположения футболистов. В том же году Платко был призван для руководства национальной сборной по футболу, принимавшей тогда участие в Чемпионате Южной Америки 1942 года в Уругвае.
В следующем году экономические конфликты и напряжённые отношения привели к выборам нового президента, Робинсона Альвареса. Впрочем, особого результата это не принесло, результаты были заметны только в официальном соревновании, где «Коло-Коло» занял третье место. К 1943 году был заметен небольшой прогресс, и, несмотря на очевидную усталость игроков и тренерского штаба, клубу удалось финишировать вторым, всего на два очка отстав от чемпиона «Униона Эспаньола».
1944 год начался с отставки Платко и увольнения нескольких иностранных игроков, ставших жёртвой «чилийской политики» клуба, направленной на сохранение в составе коренных игроков. Изменения принесли результат, так под руководством тренера сборной Луиса Тирадо, который заменил Артуро Торреса в середине сезона, «Коло-Коло» выиграл национальный чемпионат ещё раз. Случилось это после победы в финальном матче над «Аудакс Итальяно», который опережал «вождей» на одно очко, со счетом 3:1. В следующем году, несмотря на то, что в составе большая часть игроков являлась победителями чемпионата, «Коло-Коло» провёл худший сезон в своей истории и закончил турнир в конце таблицы, опередив лишь слабейший «Бадминтон».
В 1946 году, несмотря на усиление состава хорошими игроками ($180 000 клуб заплатил «Магальянес» за защитника Доминго Пино), большое количество травм снижало производительность игры и не позволяло провести хороший сезон, в итоге клуб финишировал шестым. Но в сезоне 1947 года, «Коло-Коло» вновь стал чемпионом, на этот раз под руководством бывшего игрока Энрике Сорреля, трижды игравшего в финалах чемпионата. Этот титул стал путевкой для участия клуба в матчах Клубного чемпионата Южной Америки 1948 года (аналоге будущего Кубка Либертадорес), победу в котором одержал бразильский клуб «Васко да Гама».

### 1950—1960

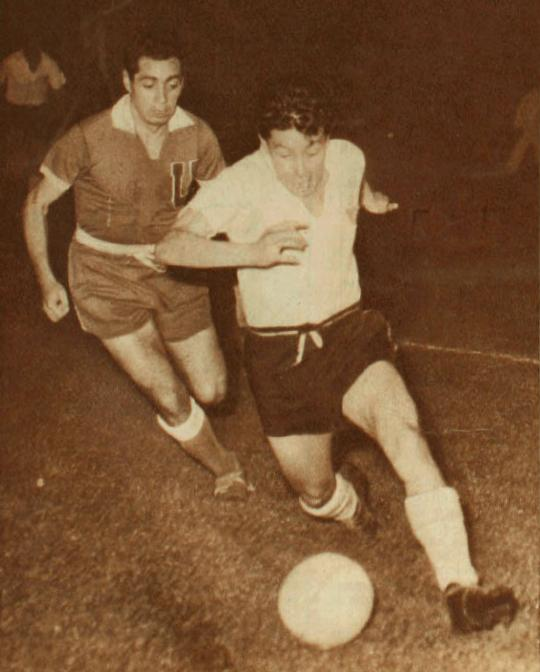
Суперкласико «Коло-Коло» — «Универсидад де Чили» 1959 года.

«Коло-Коло» завершил свои непостоянные выступления в уходящем десятилетии только на девятой строчке, а в 1953 году выиграл свою шестую чемпионскую звезду под руководством нового президента Антонио Лавана. Вернулся в команду тренер Франц Платко и два брата — Тед и Хорхе Робледо, игравшие в Великобритании за «Ньюкасл Юнайтед».
После окончания сезона 1952/53 Хорхе и его брат были проданы в «Коло-Коло» за 25 тысяч фунтов стерлингов. Дебют Хорхе состоялся 31 мая 1953 года в матче с клубом «Ферробадминтон». Он сразу же стал любимцем публики и закончил сезон в звании чемпиона Чили и лучшего бомбардира чемпионата с 26-ю голами. В следующем году Хорхе вновь стал лучшим бомбардиром, забив 25 голов, но «Коло-Коло» остались лишь вторыми, уступив всего одно очко клубу «Универсидад Католика». В 1956 году Хорхе во второй раз в карьере удалось стать чемпионом Чили. 30 ноября 1958 года Хорхе провёл свой последний матч в составе «индейцев», в том сезоне он снова стал серебряным призёром чемпионата, после чего ненадолго завершил свою карьеру. Всего за пять с половиной сезонов в составе «Коло-Коло» Хорхе Робледо провёл 153 матча и забил 94 гола.
Приезд этих игроков означал для команды переход к новому стилю игры и привлёк больше людей на стадион. В следующем году «Коло-Коло» купил место под штаб-квартиру на улице Сьенфуэгос, 41 в центре Сантьяго, но не смог выиграть чемпионат. В 1956 году, благодаря таким игрокам, как Мизаель Эскути, Марио Морено, Хайме Рамирес, Мануэль «Коло Коло» Муньос, Энрике Ормасабаль и Хорхе Робледо, «Коло-Коло» выиграл свой седьмой национальный титул. В том же году клуб купил участок земли в 28 га, расположенный на юге Сантьяго в городской коммуне Макуль и начал строительство будущего стадиона «Монументаль».

### 1960—1970
В 1960 году тренером «Коло-Коло» стал Эрнан Карраско, и в трёх финальных играх команда, обогнав «Сантьяго Уондерерс» по очкам, выиграла свою восьмую звезду. В 1963 году, «Коло-Коло» вернул себе чемпионство после упорной борьбы с «Универсидад де Чили», отрыв от которого составил всего одно очко. В этом году «Коло-Коло» отметился сразу двумя рекордами в чилийском футболе: во-первых, максимальным количество голов, забитых клубом в сезоне (103 гола); во-вторых, максимальным количество голов, забитых одним игроком в сезоне. Луис Альварес Эрнан смог поразить ворота соперников целых 37 раз. В том же году перестала существовать традиция брать в клуб только чилийцев, появившаяся ещё в 1944 году.
После семи лет без трофеев, в 1970 году «Коло-Коло» наконец завоевал десятую звезду под руководством Франциско Ормазабаля. Титул достался команде после победы в финальном матче против «Унион Эспаньола» со счётом 2:1. Особая заслуга в завоевании трофея принадлежит бразильцу Эдсону Бейруту, который в том матче оформил дубль.

### 1970—1980
В 1972 году под руководством Луиса «Зорро» Аламоса «Коло-Коло» стал национальным чемпионом. Неудивительно, ведь в составе тогда блистали такие звёзды, как Франсиско Вальдес, Рафаэль Гонсалес, Гильермо Паэс, Леонардо Велис, Леонель Эррера и Карлос Кассели.
В том же году была отмечена высокая цифра средней посещаемости игр «Коло-Коло» на домашнем стадионе в Чили, более 40 тысяч человек за игру. На следующий год «Коло-Коло» с обновлённым основным составом стал первым чилийским клубом, сыгравшим в финале Кубка Либертадорес. Клуб обогнал по очкам в полуфинале «Серро Портеньо» и «Ботафого» и столкнулся в финале с аргентинским «Индепендьенте». В матче в Авельянеде команды забили друг другу по одному мячу, ответная игра в Сантьяго закончилась нулевой ничьей. Победителем плей-офф в Монтевидео со счётом 2:1 стал «Индепендьенте», забивиший гол на 107-й минуте.
Многие игроки тогдашнего «Коло-Коло» попали в состав чилийской сборной, которая участвовала в чемпионате мира 1974 года в Западной Германии. Но, после столь успешных выступлений, в команде вновь наступил кризис до 1979 года. Тогда с дуэтом нападающих, Северино Васконселосом и бомбардиром того года Карлосом Кассели, клуб достиг своего двенадцатого чемпионского титула. К концу турнира клуб мог гордиться победной серией из десяти матчей и своими защитниками, благодаря которым за 34 игры «вожди» пропустили лишь 24 мяча.

### 1980—1990
«Коло-Коло» завоевал очередной национальный титул в 1981 и 1983 годах под руководством тренера Педро Гарсии, сражаясь в финальных играх обоих чемпионатов против чилийского клуба «Кобрелоа». В 1986 году «Коло Коло» и «Палестино» сравнялись по очкам к концу турнира, поэтому чемпион должен был определиться в финальной схватке.
Уникальное событие собрало на трибунах Национального стадиона 80 000 человек. «Коло Коло» одержал победу со счётом 2:0 благодаря голам Хайме Вера и Уго Эдуардо Рубио. Под руководством тренера Артуро Сала звёздный состав «Коло-Коло», представленный Роберто Рохасом, Раулем Ормеко, Лисардо Гарридо и Артуро Хареги выиграл свою пятнадцатую «звезду». Но национальными титулами клуб не ограничивался: в 1981, 1982, 1985 и 1989 годах «вожди» брали Кубок Чили.
Несмотря на успехи в чилийском первенстве, клуб не показывал достойных результатов на международном уровне. «Коло-Коло» однажды добился очень важной победы над «Сан-Паулу» в гостях, но смог пробиться в групповой этап Кубка Либертадорес лишь в 1988 году. 30 сентября 1989 года был открыт стадион «Монументаль», который до сих пор является домашней ареной клуба. Открытие стадиона ознаменовалось матчем против «Пеньяроля», который завершился победой хозяев со счётом 2:1.

### Команда 1991 года
1990-е годы вошли в историю клуба как десятилетие больших побед. Но наибольшего своего успеха команда добилась в 1991 году, когда впервые сумела выиграть Кубок Либертадорес под руководством югославского специалиста Мирко Йозича. На групповой стадии «Коло-Коло» попал в чилийско-эквадорскую группу 2. После гостевой ничьей 20 февраля с вице-чемпионом Чили «Депортес Консепсьон» (0:0, удаление во втором тайме Рикардо Дабровски), «индейцы» выиграли три встречи подряд — дома у эквадорской «Барселоны» со счётом 3:1, затем там же обыгран «Депортес Консепсьон» (2:0), а в последней домашней игре был разгромлен ЛДУ Кито 3:0. Обеспечив себе попадание в плей-офф (из группы выходили три команды из четырёх), «Коло-Коло» сыграл вничью в двух оставшихся матчах в Эквадоре — 2:2 в Гуаякиле и 0:0 в Кито, и первенствовал в своей группе.
В 1/8 финала «Коло-Коло» встретился с чемпионом Перу «Университарио». Чилийская команда продолжила придерживаться тактики ничьих в гостях (0:0, игра прошла 17 апреля) и победа на своём поле 2:1. Ответную встречу «Коло-Коло» выиграл за счёт двух голов Рубена Эспиносы, однако «индейцам» помогло и удаление Альфонсо Яньеса в рядах перуанской команды уже на 30-й минуте первого тайма.

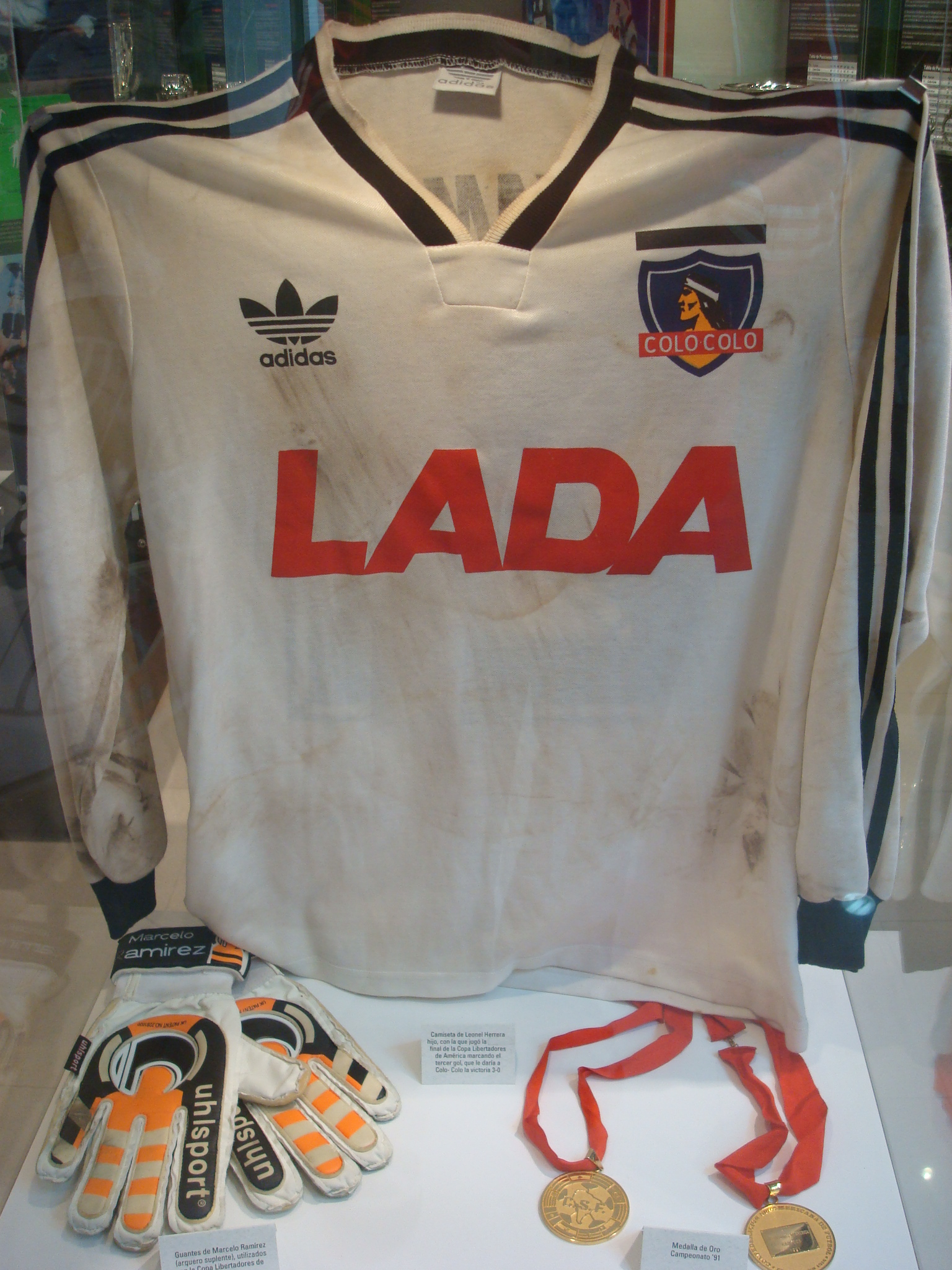
Футболка образца 1991 года с логотипом спонсора команды — советского автомобиля Lada. На спине у футболистов размещалась надпись Kamaz.

В первой игре четвертьфинала «Коло-Коло» фактически предрешил исход противостояния с уругвайским «Насьоналем», разгромив 3 мая трёхкратного обладателя Кубка Либертадорес и Межконтинентального кубка со счётом 4:0. Даже победа уругвайцев спустя 5 дней со счётом 2:0 (за счёт дубля Луиса Ноэ) не смогла ничего изменить.
Полуфинальные игры против «Боки Хуниорс» расценивались как досрочный финал. Команда Оскара Вашингтона Табареса сумела обыграть чилийцев дома за счёт пенальти, исполненного Альфредо Грасиани. Ответная игра в Сантьяго, прошедшая 22 мая, стала бенефисом вратаря «Коло-Коло» Даниэля Морона. Он трижды спасал свои ворота от очень опасных атак с участием Габриэля Батистуты, включая выход нападающего один-на-один с вратарём. В атаке Марсело Бартиччиотто, Рубен Мартинес и Патрисио Яньес превосходили защитников аргентинской команды, и на 65-й минуте сумели открыть счёт. На 67-й минуте Бартиччиотто сделал счёт 2:0, но вскоре Латорре сократил отставание «Боки», а это означало, что при таком счёте было бы назначено дополнительное время, поскольку число голов на чужом поле не бралось в расчёт. Однако ещё в основное время Мартинес сумел забить свой второй в матче гол, ставший решающим — 3:1 и чилийцы вышли в финал турнира.
В первой игре финала не смог принять участие удалённый в матче против «Боки» Яньес. «Коло-Коло» сразился с действующим победителем трофея, парагвайской «Олимпией», для которой это уже был третий финал подряд. В Асунсьоне 29 мая чилийцы испытали большое давление на свои ворота — лучшим игроком встречи был признан Даниэль Морон. На 80-й минуте обеих команд было удалено по одному футболисту — Вирхилио Касерес у хозяев и Рубен Мартинес у гостей.
В ответной встрече игра сложилась совершенно по иному сценарию: игроки «Коло-Коло» показали острый, атакующий футбол и полностью переиграли «Олимпию», разгромив соперников со счётом 3:0. Дубль на счету Луиса Переса и ещё одни гол забил Леонель Эррера. После победы болельщики в ночь с 5 на 6 июня устроили в Сантьяго массовые гуляния.
Состав «Коло-Коло» в финале:
- Даниэль Морон (Вр)
- Лисардо Гарридо
- Мигель Рамирес
- Хавьер Маргас
- Хуан Карлос Перальта
- Эдуардо Вильчес
- Хайме Писарро
- Рубен Эспиноса
- Габриэль Мендоса
- Луис Перес Муньос
- Марсело Бартиччиотто
- Леонель Эррера
- Главный тренер:  Мирко Йозич

Футболисты, не игравшие в финальных матчах, но участвовавшие в турнире:
- -  Патрисио Яньес
  -  Рубен Мартинес
  -  Рикардо Дабровски (забил 6 мячей, второй снайпер турнира)

В конце 1991 года «Коло-Коло» выиграл свой третий подряд чемпионат Чили, а Рубен Мартинес с 23 голами стал его лучшим бомбардиром. В игре за Межконтинентальный кубок чилийцы крупно уступили «Црвене Звезде» 0:3. Примечательно, что в игре, состоявшейся 8 декабря на Национальном стадионе в Токио, командами руководили представители югославской тренерской школы, страны, раздираемой на тот момент гражданской войной — серб Владимир Попович и хорват Мирко Йозич.

### 1992—2000
Йозич работал с «Коло-Коло» до 1993 года и выиграл ещё ряд трофеев. В 1992 году была завоёвана Рекопа Южной Америки в единственном матче, прошедшем в японском Кобе — после безголевой игры в серии пенальти со счётом 5:4 был обыгран бразильский «Крузейро», победитель Суперкубка Либертадорес 1991 года. В том же году «Коло-Коло» по сумме двух матчей разгромил 7:2 мексиканскую «Пуэблу» в борьбе за Межамериканский кубок. Последним трофеем Мирко Йозича на посту главного тренера «Коло-Коло» стала победа в чемпионате Чили 1993 года.
В успехи чилийского клуба на международной арене внесли свой вклад советские, а затем и российские спонсоры. В 1990—1992 годах на передней стороне футболок размещалось название первого титульного спонсора, автомобиля Lada, а на спине у игроков размещалось название второго титульного спонсора, KAMAZ.

### Современный период

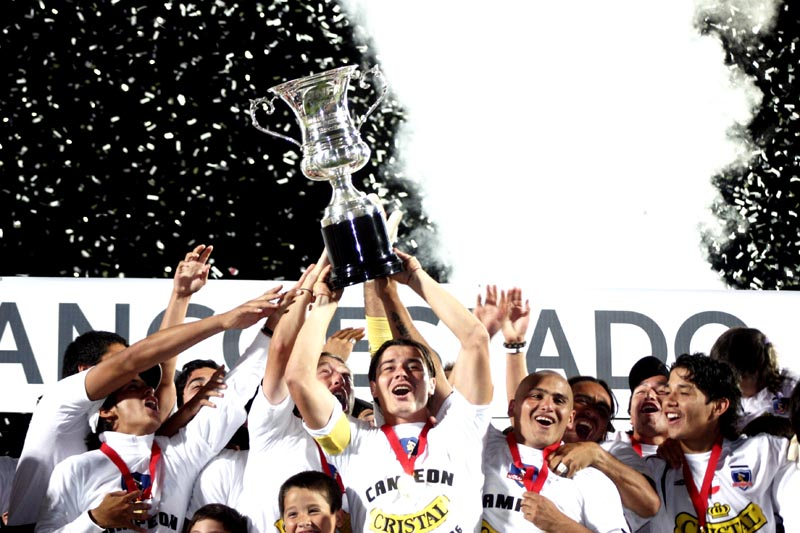
Очередная победа в чемпионате, 2006 год

2006 год «Коло-Коло», преодолев экономический кризис начала 2000-х годов, провёл просто феноменально. Команда выиграла оба чемпионата Чили — Апертуру и Клаусуру, а в конце года дошла до финала Южноамериканского кубка. После первого матча в Пачуке с одноимённым клубом была результативная ничья, дававшая преимущество «Коло-Коло». Однако, в присутствии 70 тысяч болельщиков «Коло-Коло» неожиданно уступил дома «Пачуке», позволив этому клубу войти в историю как первой мексиканской команде, выигравшей южноамериканский турнир.
Однако успехи «Коло-Коло» не остались незамеченными. Молодой чилийский футболист Матиас Фернандес был признан лучшим футболистом Южной Америки 2006 года, после чего перешёл в испанский «Вильярреал». Нападающий команды Умберто Суасо был признан лучшим бомбардиром мира 2006 года.

## Достижения
- Чемпион Чили (33): 1937, 1939, 1941, 1944, 1947, 1953, 1956, 1960, 1963, 1970, 1972, 1979, 1981, 1983, 1986, 1989, 1990, 1991, 1993, 1996, Кл. 1997, 1998, Кл. 2002, Ап. 2006, Кл. 2006, Ап. 2007, Кл. 2007, Кл. 2008, Кл. 2009, Кл. 2014, Ап. 2015, 2017, 2022
- Вице-чемпион Чили (22): 1933, 1943, 1952, 1954, 1955, 1958, 1959, 1966, 1973, 1982, 1987, 1992, Ап. 1997, Ап. 2003, Кл. 2003, Ап. 2008, 2010, Кл. 2015, Кл. 2016, Кл. 2017, 2019, 2021
- Обладатель Кубка Чили (13): 1958, 1974, 1981, 1982, 1985, 1988, 1989, 1990, 1994, 1996, 2016, 2019, 2021
- Финалист Кубка Чили (5): 1979, 1980, 1987, 1992, 2015
- Обладатель Суперкубка Чили (3): 2017, 2018, 2022
- Обладатель Кубка Либертадорес (1): 1991
- Финалист Кубка Либертадорес (1): 1973
- Финалист Южноамериканского кубка (1): 2006
- Обладатель Рекопы (1): 1992
- Обладатель Межамериканского кубка (1): 1992

## Текущий состав
| 1  | Флаг Чили                  | Вр  | Брайан Кортес      | 1995 |  |  |  |  |
| 12 | Флаг Чили                  | Вр  | Омар Карабали́      | 1997 |  |  |  |  |
| 25 | Флаг Чили                  | Вр  | Хулио Фьерро       | 2002 |  |  |  |  |
| 33 | Флаг Чили                  | Вр  | Эдуардо Вильянуэва | 2004 |  |  |  |  |
|    |                            |     |                    |      |  |  |  |  |
| 2  | Флаг Чили                  | Защ | Джейсон Рохас      | 2002 |  |  |  |  |
| 3  | Флаг Чили                  | Защ | Даниэль Гутьеррес  | 2003 |  |  |  |  |
| 4  | Флаг Аргентины · Флаг Чили | Защ | Матиас Сальдивия ² | 1991 |  |  |  |  |
| 13 | Флаг Чили                  | Защ | Бруно Гутьеррес    | 2002 |  |  |  |  |
| 15 | Флаг Аргентины             | Защ | Эмилиано Амор      | 1995 |  |  |  |  |
| 16 | Флаг Чили                  | Защ | Оскар Опасо        | 1990 |  |  |  |  |
| 17 | Флаг Чили                  | Защ | Габриэль Суасо     | 1997 |  |  |  |  |
| 19 | Флаг Уругвая               | Защ | Алан Сальдивия     | 2002 |  |  |  |  |
| 27 | Флаг Чили                  | Защ | Педро Наварро      | 2001 |  |  |  |  |
| 37 | Флаг Уругвая               | Защ | Макси Фалькон      | 1997 |  |  |  |  |
|    |                            |     |                    |      |  |  |  |  |
| 5  | Флаг Аргентины · Флаг Чили | ПЗ  | Леонардо Хиль      | 1991 |  |  |  |  |

| 6  | Флаг Чили                | ПЗ  | Сесар Фуэнтес      | 1993 |  |  |  |  |
| 23 | Флаг Чили                | ПЗ  | Эстебан Павес ¹    | 1990 |  |  |  |  |
| 26 | Флаг Чили                | ПЗ  | Карлос Вильянуэва  | 1999 |  |  |  |  |
| 28 | Флаг Чили                | ПЗ  | Лукас Сото         | 2003 |  |  |  |  |
| 34 | Флаг Чили                | ПЗ  | Висенте Писарро    | 2002 |  |  |  |  |
| 35 | Флаг Чили                | ПЗ  | Хоан Крус          | 2003 |  |  |  |  |
|    |                          |     |                    |      |  |  |  |  |
| 8  | Флаг Перу · Флаг Уругвая | Нап | Габриэль Коста     | 1990 |  |  |  |  |
| 9  | Флаг Аргентины           | Нап | Хуан Мартин Лусеро | 1991 |  |  |  |  |
| 11 | Флаг Чили                | Нап | Маркос Боладос     | 1996 |  |  |  |  |
| 14 | Флаг Чили                | Нап | Кристиан Савала    | 1999 |  |  |  |  |
| 20 | Флаг Чили                | Нап | Александер Орос    | 2002 |  |  |  |  |
| 21 | Флаг Чили                | Нап | Дамиан Писарро     | 2005 |  |  |  |  |
| 32 | Флаг Чили                | Нап | Лусиано Аррьягада  | 2002 |  |  |  |  |
| 36 | Флаг Аргентины           | Нап | Пабло Солари       | 2001 |  |  |  |  |

- Главный тренер:  Густаво Кинтерос (род. 1965)

## Знаменитости

### Знаменитые игроки
Список «Идолы», представленный на официальном сайте «Коло-Коло»
Вратари
- Мануэль Арая (1968—1971)
- Клаудио Браво (2002—2006)
- Обдулио Диано (1941—1943)
- Даниэль Морон (1988—1994)
- Адольфо Неф (1973—1980)
- Марио Осбен (1980—1985)
- Марсело Рамирес (1984—1989; 1991—2001)
- Роберто Рохас (1982—1987)
- Хосе Сабах (1944—1948)
- Эфраин Сантандер (1963—1971)
- Мисаэль Эскути (1946—1964)

Защитники
- Того Баскуньян (1925—1933)
- Альдо Валентини (1966—1972)
- Артуро Видаль (2005—2007)
- Эдуардо Вильчес (1989—1994)
- Марио Галиндо (1971—1975; 1977—1982)
- Лисардо Гарридо (1975—1976; 1980—1992)
- Гастон Гевара (1957—1962)
- Оскар «Коло-Коло» Гонсалес (1927—1932; 1934—1935)
- Рафа Гонсалес (1969—1976)
- Уго Гонсалес (1985—1989; 1994)
- Эдуардо Камус (1935—1943)
- Исаак Карраско (1954—1959)
- Умберто Крус (1963—1971)
- Уго Лепе (1963—1967)
- Хавьер Маргас (1988—1995; 1996)
- Мануэль Мачука (1946—1951)
- Луис Мена (1996—2000; 2002—2014)
- Габриэль Мендоса (1991—1996; 2001)
- Оскар Монтальва (1959—1969)
- Виктор Моралес (1926—1930)
- Альфонсо Некульньир (1980—1989)
- Луис Ормасабаль (1977—1989)
- Кауполикан Пенья (1951—1962)
- Мигель Рамирес (1991—1995; 2003—2005)
- Мигель Риффо (2001—2010)
- Оскар Рохас (1981—1988)
- Мануэль Рубилар (1972—1974)
- Сантьяго Сальфате (1938—1944)
- Артуро Фариас (1948—1958)
- Давид Энрикес (1995—2002; 2003—2004; 2005—2007)
- Атилио Эррера (1976—1980; 1985)
- Леонель Эррера (1967—1974; 1979—1985)

Полузащитники
- Франсиско Арельяно (1925—1930)
- Франсиско Вальдес (1961—1969; 1972—1975; 1978)
- Хорхе Вальдивия (2005—2006; 2017—2019)
- Северино Васконселос (1979—1985)
- Хайме Вера (1983—1987)
- Чарлес Вильярроэль (1951—1954; 1956—1958)
- Эддио Иностроса (1977—1983)
- Алехандро Исис (1980—1985; 1992)
- Хуан Баутиста Киньонес (1925—1928)
- Армандо «Нортон» Контрерас (1939—1946)
- Оскар Медина (1938—1948)
- Гильермо Муньос (1944—1952)
- Франсиско Ормасабаль (1941—1949)
- Энрике Ормасабаль (1956—1965)
- Рауль Орменьо (1975—1992)
- Марио Ортис (1958—1965)
- Хосе Пастене (1938—1945)
- Гильермо Паэс (1972—1975)
- Эмерсон Перейра (1996—1998; 2000)
- Хайме Писарро (1983—1993)
- Серхио Рамирес (1964—1971)
- Карлос Ривас (1978—1982)
- Гильермо Сааведра (1926—1933)
- Хосе Луис Сьерра (1996—2001)
- Хорхе Торо (1959—1962; 1971)
- Артуро Торрес (1929—1932; 1936—1937)
- Матиас Фернандес (2004—2006; 2020—н. в.)
- Артуро Хауреги (1986—1989)
- Вальтер Хименес (1963—1966)
- Марсело Эспина (1995—1998; 2001—2004)
- Марко Этчеверри (1993—1994)

Нападающие
- Луис Эрнан Альварес (1958—1965)
- Хуан Аранда (1943—1955)
- Серхио Аумада (1970—1974)
- Марсело Бартиччиотто (1988—1992; 1996—2002)
- Иво Басай (1996—1999)
- Элсон Бейрут (1965—1972)
- Бернардо Бельо (1953—1966)
- Леонардо Велис (1972—1974; 1979—1982)
- Альфонсо Домингес (1939—1943; 1944—1947)
- Карлос Кассели (1967—1973; 1978—1985)
- Марио Кастро (1949—1953)
- Атилио Кремаски (1953—1958)
- Хулио Крисосто (1974—1979)
- Рубен Мартинес (1991—1993)
- Серхио Мессен (1971—1974)
- Марио Морено (1955—1967)
- Мануэль Муньос (1949—1958)
- Мануэль Нейра (1994—1999; 2002—2004)
- Хуан Карлос Орельяна (1974—1980)
- Луис Перес (1991)
- Рамон Эктор Понсе (1976—1980)
- Хайме Рамирес (1954—1958)
- Хорхе Робледо (1953—1958)
- Томас Рохас (1936—1947)
- Хуан «Рапидо» Рохас (1983—1985)
- Уго Рубио (1986—1987; 1991—1994; 1995—1996)
- Серхио Сальгадо (1989—1991)
- Виктор Селада (1966—1970)
- Орасио Симальдоне (1983—1985)
- Сесар Сокаррас (1941—1943)
- Энрике Соррель (1934—1945)
- Хуан Сото Мура (1957—1962; 1969)
- Умберто Суасо (2006—2007; 2015)
- Гильермо Субиабре (1925—1926; 1927—1933)
- Эктор Тапия (1994—1998; 2001; 2005)
- Патрисио Яньес (1991—1995)

Игроки, становившиеся лучшими футболистами года в Чили:
- Атилио Кремаски — 1957
- Хуан Сото Мура — 1960
- Мисаэль Эскути — 1962
- Элсон Бейрут — 1971
- Франсиско Вальдес — 1973
- Марио Галиндо — 1979
- Лисардо Гарридо — 1984
- Рафаэль Гонсалес — 1985
- Хайме Писарро — 1987, 1988
- Хорхе Контрерас — 1993
- Педро Рейес — 1997
- Марсело Рамирес — 1998
- Матиас Фернандес — 2006
- Родриго Мильяр — 2010
- Хайме Вальдес — 2014, 2017
- Эстебан Паредес — 2018

### Знаменитые тренеры
Список наиболее значимых тренеров, представленных в разделе «Идолы» на официальном сайте «Коло-Коло»
- Луис Аламос (1972—1975)
- Густаво Бенитес (1995—1998; 2013)
- Клаудио Борги (2006—2008)
- Педро Гарсия (1981—1985)
- Мирко Йозич (1989—1993)
- Франц (Франсиско) Платко (1939—1940; 1941—1942; 1953)
- Уго Тассара (1957—1958; 1963; 1965)